# Mistrovství Evropy v házené žen 2022
Mistrovství Evropy v házené žen 2022 představovalo 15. ročník ženského evropského šampionátu v házené.

## Kvalifikované týmy
- Slovinsko
- Severní Makedonie
- Černá Hora
- Norsko

## Místo konání
| Lublaň                         | Celje                          | Skopje                                          | Podgorica                                |
| Arena Stožice Kapacita: 12 480 | Zlatorog Arena Kapacita: 5 800 | Boris Trajkovski Sports Center Kapacita: 10 000 | Sportovní centrum Morača Kapacita: 6 000 |
|                                |                                |                                                 |                                          |